# 호세 후스토 코로

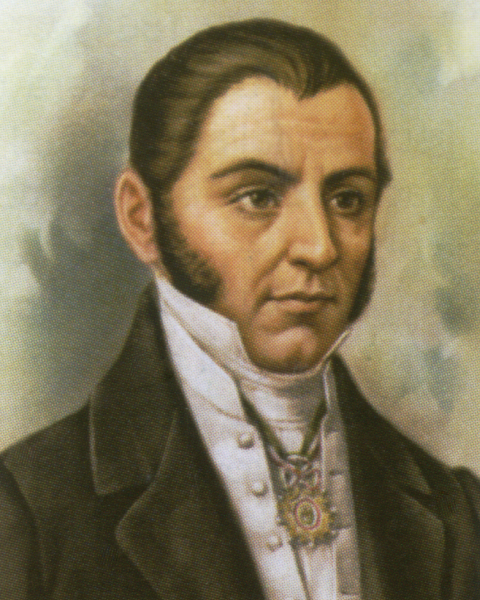
호세 후스토 코로의 초상화

호세 후스토 코로 (José Justo Corro, 1794년 ~ 1864년)는 멕시코의 변호사, 정치인이자 1836년부터 3월 2일부터 1837년 4월 19일까지 멕시코의 대통령의 자리에 있었다.

## 개요
코로는 1786년과 1800년 사이(자료가 다양함)에 태어났다. 그의 유년기와 개인사에 대해서는 알려진 바가 거의 없다. 그는 멕시코 시티로 이사를 하기 전에 과달라자라에 있는 로스쿨에 입학을 하여, 혼자의 힘으로 변호사로서의 이름을 올렸다. 그는 종교적으로 매우 엄격하였으며, 정치적으로 보수적이었고, 안토니오 로페스 데 산타 안나의 열렬한 신봉자였다.

## 같이 보기
- 멕시코의 국가원수 목록